# Eurypoda parandraeformis
Eurypoda parandraeformis là một loài bọ cánh cứng trong họ Cerambycidae.